# قائمة البعثات الدبلوماسية في البحرين

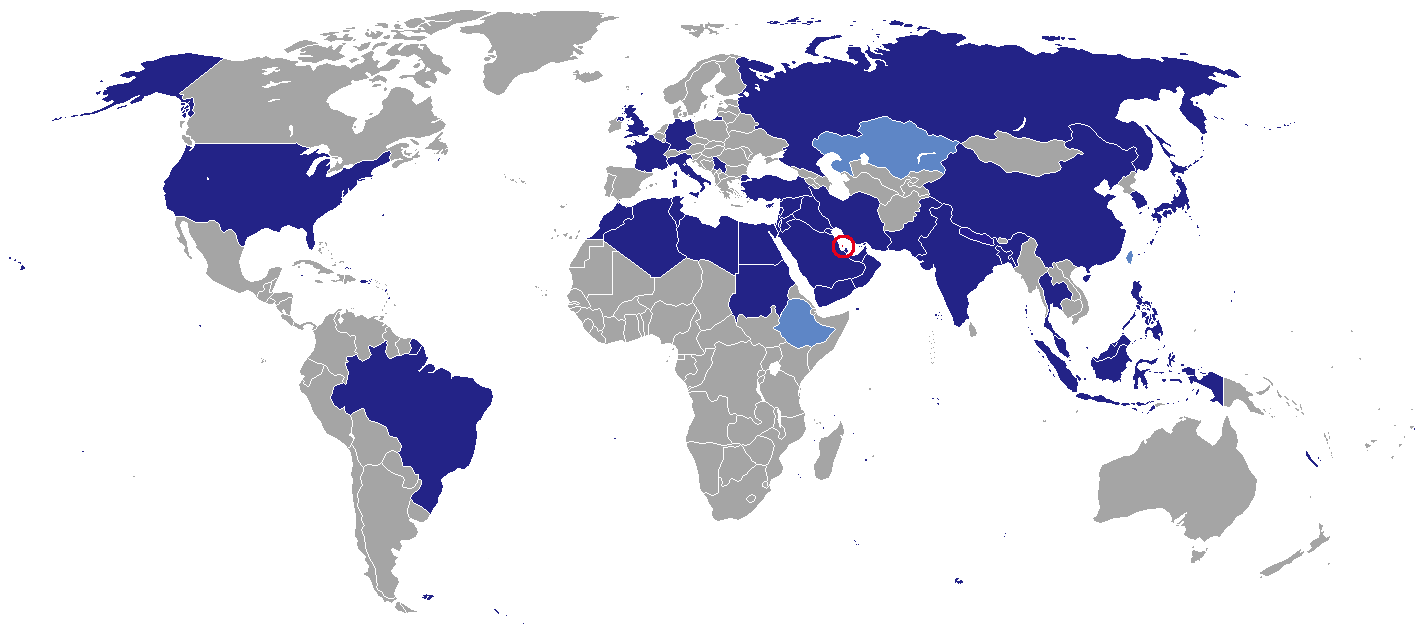
خريطة البعثات الدبلوماسية في البحرين

هذه قائمة بالبعثات الدبلوماسية في البحرين. وتستضيف العاصمة المنامة 36 سفارة و 15 وكالة قنصلية .

## السفارات

### المنامة
| - الجزائر - بنغلاديش - بلجيكا - بروناي - الصين - مصر - إرتريا - فرنسا - ألمانيا - الهند - إيران - العراق - إيطاليا - اليابان - الأردن - كوريا الجنوبية - الكويت - لبنان - ليبيا - ماليزيا | - المغرب - عُمان - باكستان - فلسطين - الفلبين - قطر - روسيا - السعودية - السنغال - السودان - سريلانكا - سوريا - تايلاند - تونس - تركيا - الإمارات العربية المتحدة - المملكة المتحدة - الولايات المتحدة - اليمن |

## البعثات
- جمهورية الصين (بعثة التجارة من تايوان إلى مملكة البحرين)
- قبرص الشمالية (مكتب تمثيلي)[1]

## الوكالات القنصلية
- البرتغال
- إسبانيا
- سويسرا
- هولندا
- الدنمارك
- إرتريا
- قبرص
- اليونان
- السويد
- النرويج
- جمهورية التشيك
- أيرلندا
- كندا
- المجر
- ألبانيا